# Мурильо Бехарано, Диего
Диего Мурильо Бехарано (исп. Diego Murillo Bejarano) — колумбийский ультраправый боевик и политик-антикоммунист. Один из лидеров Наркокартеля Энвигадо и Объединённых сил самообороны Колумбии. Активный участник гражданской войны с колумбийскими марксистами.

## Биография
Диего Мурильо Бехарано родился 23 февраля 1961 года в Тулуе. Свой криминальный путь Диего начал с Медельинского наркокартеля. Из-за конфликта с Пабло Эскобаром Бехарано был изгнан из Медельинского картеля и с группой сторонников примкнул к антиэскобаровской вооружённой группировке Лос Пепес. Совместно с группировкой Объединённые силы самообороны Колумбии Бехарано наладил незаконный оборот наркотиков. В мае 2008 года Диего Мурильо был выдан правительством Колумбии в США, где он был приговорен к 31 году лишения свободы за организацию сбыта наркотических средств, а также к выплате 4 млн долларов США в виде штрафа. Дон Берна на протяжении всего судебного процесса не признавал виновность, а называл себя колумбийским Робином Гудом. Заявлял, что он продавал наркотики чтобы были деньги для борьбы с колумбийскими марксистами. Однако, прокурор Эрик Снайдер в суде сравнил ОСК с террористической организацией Аль-Каида. У себя на родине Дон Берна до сих пор проходит в полиции фигурантом уголовных дел касающихся исчезновений и убийств сотен граждан Колумбии.